# 分隊支援火器

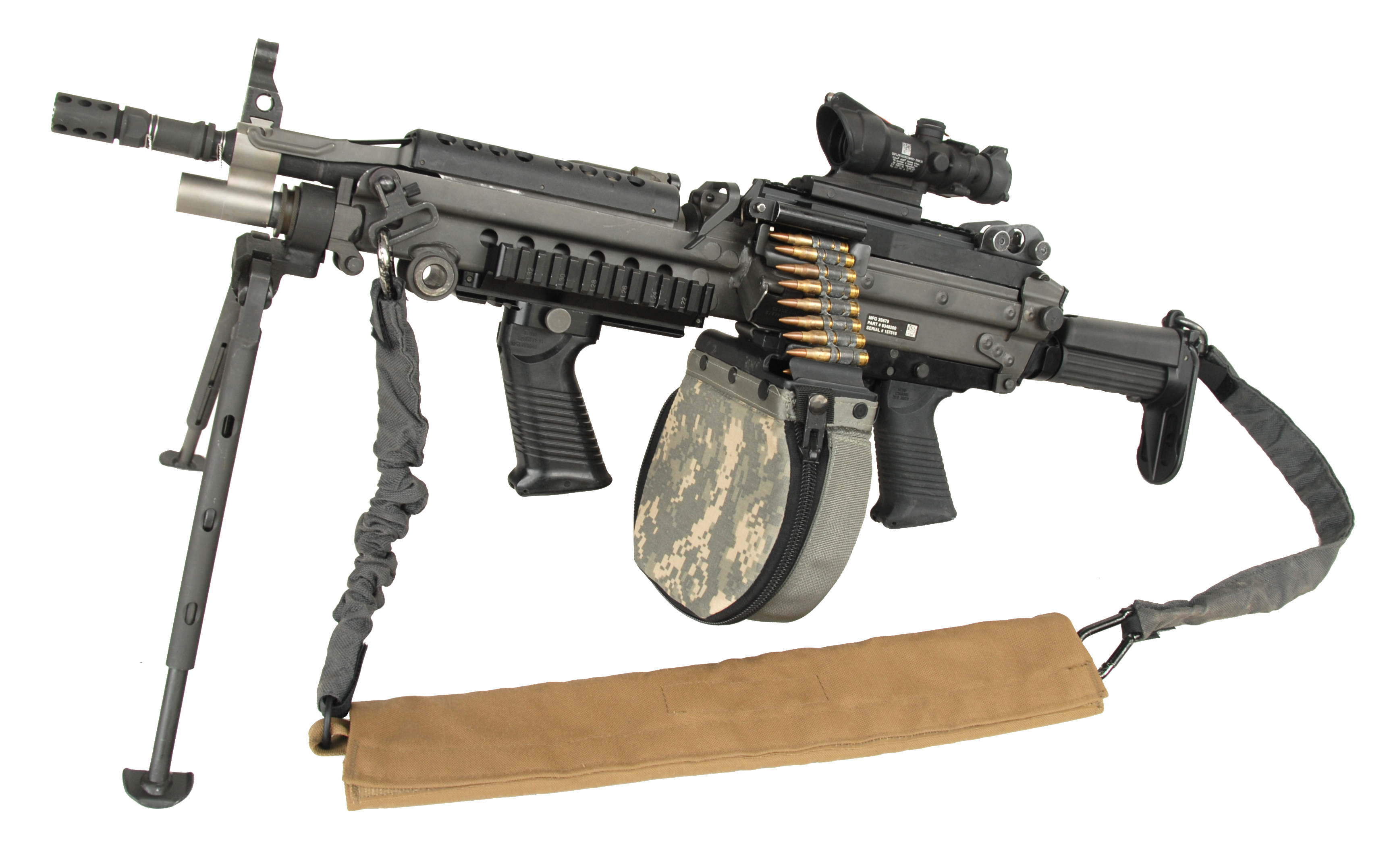
M249軽機関銃。アメリカ陸軍の分隊支援火器計画で調達された。

分隊支援火器（ぶんたいしえんかき、英語: Squad automatic weapon, SAW）は、機関銃を軽量小型にして、歩兵用小銃の弾薬や部品が共用でき、兵士が1人で運用できるようにしたもの。軽機関銃の別称としても扱われるほか、軽支援火器（英: Light Support Weapon, LSW）と称されることもある。
なお分隊支援火器という呼称は武器の使用区分を表しており、武器としての区分は機関銃である。

## 概要
第二次世界大戦後、西側諸国では歩兵分隊の銃器を自動小銃と汎用機関銃に統合化し、軽機関銃は廃止される方向にあったのに対し、東側諸国では、汎用機関銃は中隊レベルの装備とされて、これとは別に分隊レベルのための軽機関銃も維持していた。また歩兵用小銃とあわせて分隊用の軽機関銃も中間弾薬に移行しており、1953年にRPD軽機関銃を導入したのち、1961年からは、AKM小銃をもとに開発されたRPK軽機関銃に移行した。
ベトナム戦争において、東側の武器体系を採用するベトナム人民軍は分隊用の軽機関銃を装備していたのに対し、アメリカ軍は汎用機関銃であるM60機関銃のみを装備していた。しかし特に徒歩行軍の機会が多い熱帯雨林や山岳地域での戦闘において、機関銃本体も弾薬も重く嵩張るM60は輸送のために労力を要し、決定的に不利であった。この経験から、アメリカ軍でも軽機関銃の重要性が再認識されるようになった。
1960年代末より、アメリカ陸軍は歩兵部隊が持つ火力のタイプと組み合わせに関する研究に着手していたが、これらの戦訓を踏まえて「戦術的多様性を達成するため、小銃分隊の各射撃班に1名ずつ、計2名の機関銃手が必要である」との結論に達した。これを受けて1972年には新型機関銃の要求事項が提示され、計画名は分隊支援火器（SAW）とされた。競争試作を経て1979年より比較試験が行われ、M16自動小銃の軽機関銃版（XM106）やH&K HK21の改良型（XM262）を抑えて、ミニミ軽機関銃がM249軽機関銃として採用された。
イギリス軍はL7汎用機関銃（GPMG）のほかに大戦世代のブレン軽機関銃も改修の上で使い続けていたが、1985年、その後継としてL85小銃の発展型であるL86A1 LSWが制式化された。ただしL86は持続射撃能力の不足が問題になり、まず2001年にアフガニスタンへの派遣部隊のためにミニミ軽機関銃を緊急調達し、2004年に正式採用された。しかしミニミ軽機関銃の射程不足に伴い、2018年には分隊単位でL7汎用機関銃を装備して、LSWとミニミは廃止されることになった。一方、アメリカ海兵隊はこれとは逆に、2010年よりM249軽機関銃の一部をM27 IAR（歩兵自動小銃）に代替することとした。これはH&K HK416の派生型で、M249よりも軽く射撃精度が高く、またM16小銃との互換性も高いことが評価されたものであったが、やはり持続射撃能力の不足という問題があり、完全な代替は困難と考えられている。

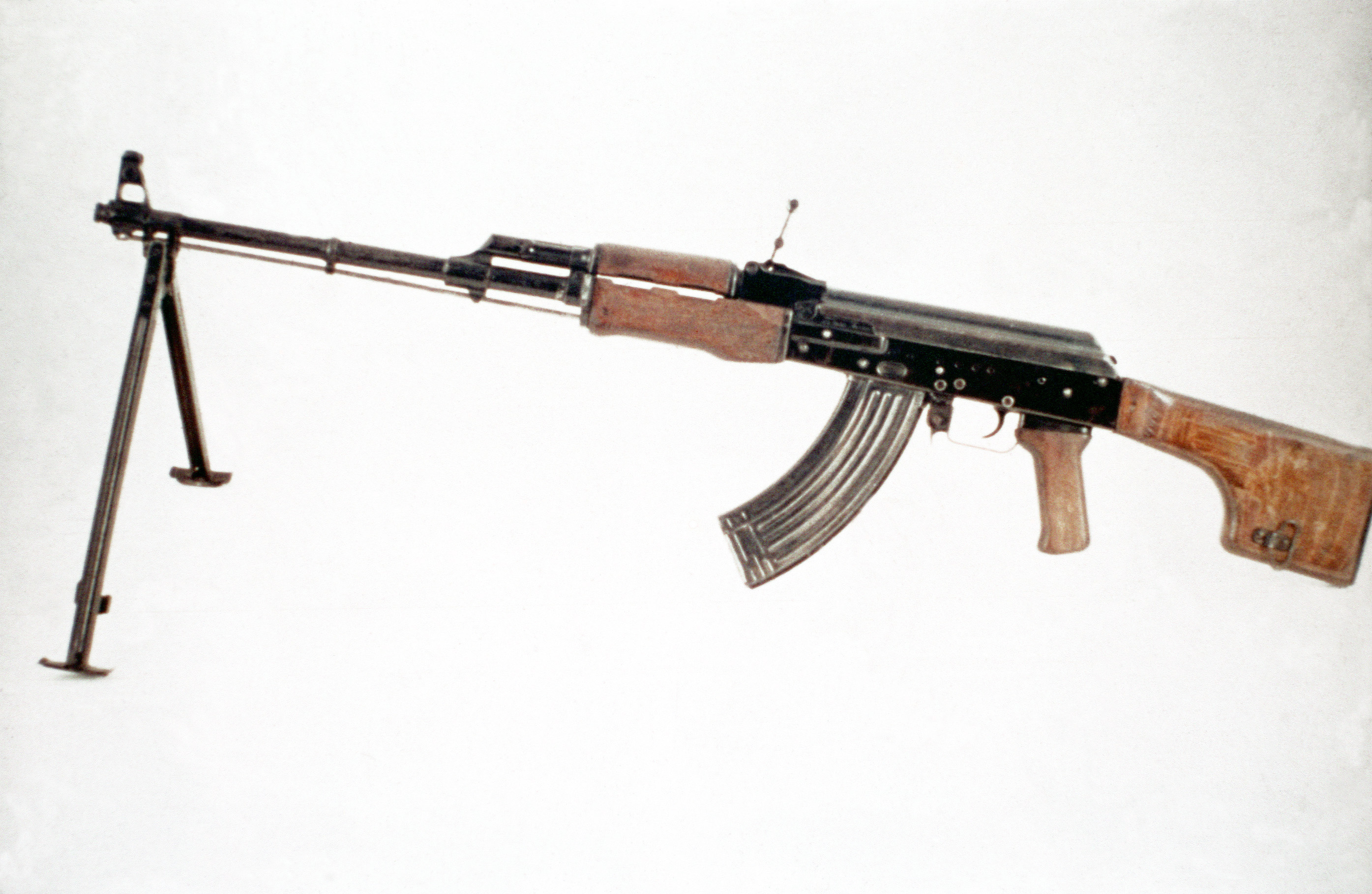
RPK軽機関銃
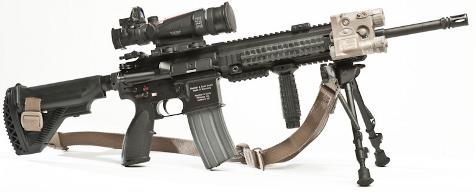
M27 IAR
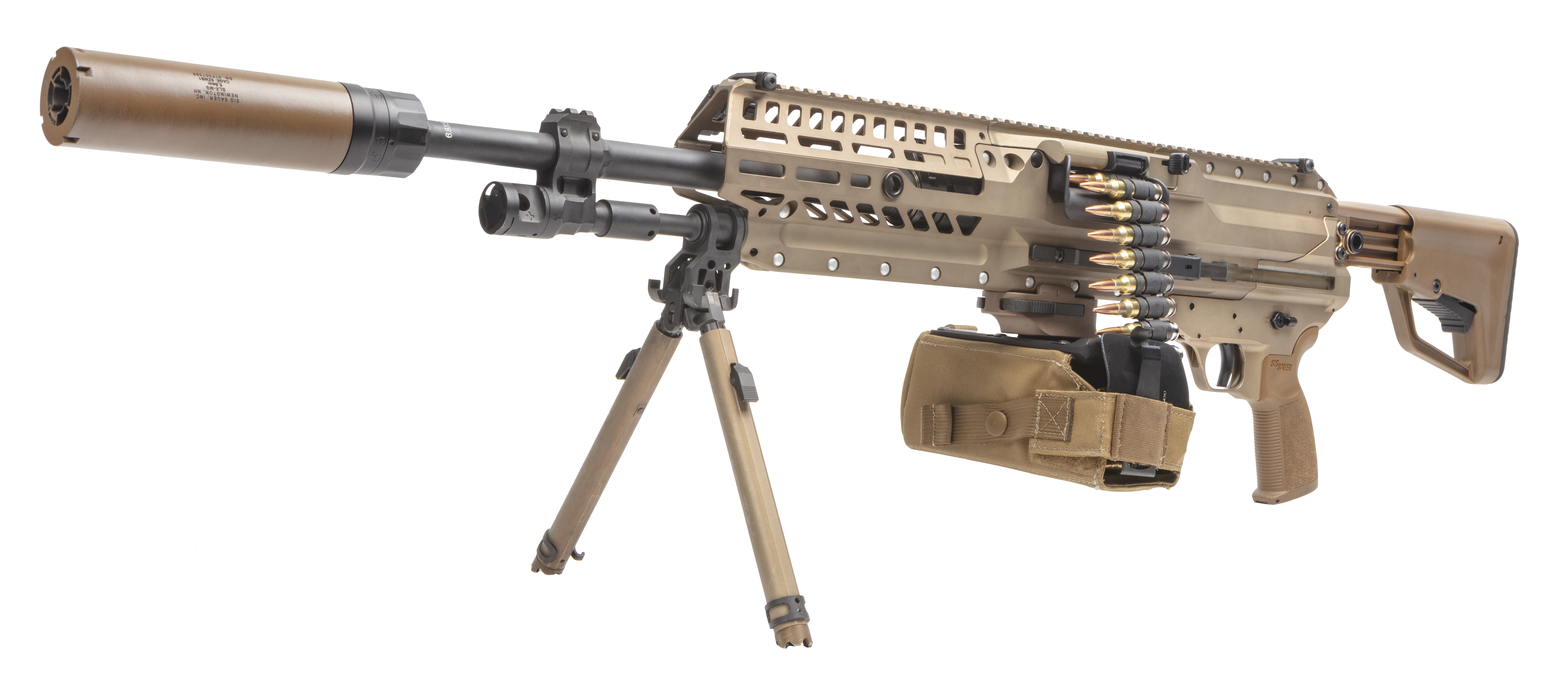
M249の後継となるXM250